# Chi Báo
Chi Báo (Panthera) là một chi trong Họ Mèo (Felidae), chi này được đặt tên và được mô tả lần đầu bởi nhà tự nhiên học người Đức Oken vào năm 1816. Nhà phân loại học người Anh Reginald Innes Pocock đã xem xét lại sự phân loại của chi này vào năm 1916, theo đó chi này bao gồm các loài: hổ (P. tigris), sư tử (P. leo), báo đốm (P. onca) và báo hoa mai (P. pardus) dựa trên cơ sở các đặc điểm giải phẫu sọ.. Kết quả phân tích di truyền chỉ ra rằng báo tuyết (từng là Uncia uncia) cũng thuộc chi Panthera (P. uncia), một sự phân loại cũng được các nhà đánh giá IUCN chấp nhận vào năm 2008.
Chỉ có 4 loài: hổ, sư tử, báo đốm và báo hoa mai có các thay đổi giải phẫu cho phép chúng có khả năng gầm rống. Nguyên nhân chủ yếu của điều này được cho là do sự hóa xương không hoàn toàn của xương móng (xương ở cuống lưỡi hình móng ngựa). Tuy nhiên, các nghiên cứu mới chỉ ra rằng khả năng gầm rống là do các đặc trưng hình thái khác, đặc biệt là thanh quản. Báo tuyết không biết gầm, mặc dù chúng cũng có sự hóa xương không hoàn toàn của xương móng, nhưng nó thiếu các đặc trưng đặc biệt của thanh quản.

## Tên gọi
Tên gọi khoa học của chi này có nguồn gốc từ tiếng Hy Lạp πάνθηρ, panther, có nghĩa là "săn mọi thứ".

## Tiến hóa
Ở gốc của chi Panthera có lẽ là Viretailurus schaubi, mà đôi khi cũng được coi là thành viên xuất hiện sớm của chi Puma. Các loài trong chi Panthera có lẽ có nguồn gốc từ châu Á, nhưng gốc rễ xác định của chúng thì vẫn không rõ ràng. Các nghiên cứu di truyền học và hình thái học cho rằng hổ là loài đầu tiên (trong số các loài còn sinh tồn) tách ra từ các loài khác trong chi. Khoảng 1,9 triệu năm trước thì báo đốm Mỹ đã tách ra từ nhóm còn lại, là các tổ tiên chung của báo hoa mai và sư tử ngày nay. Sư tử và báo hoa mai tách khỏi nhau vào khoảng 1-1,25 triệu năm trước. Báo tuyết đã từng được coi như là nằm ở phần gốc của chi Panthera, nhưng các nghiên cứu phân tử mới hơn cho rằng nó có thể là loài có quan hệ chị em với báo hoa mai.
Loài mèo tiền sử, có lẽ có quan hệ họ hàng gần gũi nhất với báo đốm Mỹ ngày nay là loài đã tuyệt chủng có tên khoa học Panthera gombaszogensis, thường được gọi là báo đốm châu Âu. Loài này đã xuất hiện vào khoảng 1,6 triệu năm trước tại khu vực ngày nay là Olivola ở Italy.

## Phân loại và quần thể
Có nhiều danh pháp cho phân loài của 5 loài còn sinh tồn trong chi Panthera; tuy nhiên, phần nhiều các phân loài báo hoa mai và sư tử là đáng ngờ. Gần đây, người ta đã đưa ra đề nghị rằng tất cả các quần thể báo hoa mai hạ Sahara là cùng một phân loài, và tất cả các quần thể sư tử hạ Sahara cũng ở tình trạng tương tự, do chúng không đủ các khác biệt di truyền để có thể coi là phân loài riêng biệt. Một số phân loài sư tử tiền sử đã được miêu tả từ các chứng cứ lịch sử và các hóa thạch, và chúng có thể là các loài khác nhau.
Báo đen (black panther) không phải là một loài riêng biệt mà chỉ là tên gọi chung cho các cá thể bị hắc tạng của chi này, chủ yếu là ở báo đốm và báo hoa mai.

### Phân loại
(Các loài hay phân loài đã tuyệt chủng được ghi kèm với ký hiệu †)
- CHI PANTHERA[1]
  - Panthera combaszoe (báo nguyên thủy) †
  - Panthera crassidens (báo hoa mai nguyên thủy) †
  - Panthera gombaszoegensis (báo đốm châu Âu) †
  - Panthera leo (sư tử)
    - Panthera leo atrox - sư tử Bắc Mỹ hay sư tử hang Bắc Mỹ †
    - Panthera leo azandica - sư tử đông bắc Congo
    - Panthera leo bleyenberghi - sư tử Katanga hay sư tử tây nam Phi
    - Panthera leo europaea - sư tử châu Âu †
    - Panthera leo fossilis - sư tử hang châu Âu tiền Trung Pleistocen †
    - Panthera leo hollisteri - sư tử Congo
    - Panthera leo kamptzi
    - Panthera leo krugeri - sư tử nam Phi hay sư tử đông nam Phi, sư tử Nam Phi
    - Panthera leo leo - sư tử Barbary †
    - Panthera leo melanochaita - sư tử Cape †
    - Panthera leo massaica - sư tử Masai
    - Panthera leo nubica - sư tử Đông Phi – đồng nghĩa của P. leo, không là phân loài?
    - Panthera leo melanochaita
    - Panthera leo nyanzae
    - Panthera leo persica - sư tử châu Á
    - Panthera leo roosevelti - sư tử Abyssinia – đồng nghĩa của P. l. massaica, không là phân loài?
    - Panthera leo sinhaleyus - sư tử Sri Lanka hay sư tử Ceylon †
    - Panthera leo somaliensis - sư tử Somali – đồng nghĩa của P. leo, không là phân loài?
    - Panthera leo spelaea - sư tử hang hay sư tử Á Âu †
    - Panthera leo senegalensis - sư tử Tây Phi hay sư tử Senegal
    - Panthera leo vereshchagini - sư tử hang đông Siberi và Bering †
    - Panthera leo verneyi - sư tử Kalahari – không là đồng nghĩa?

  - Panthera onca (báo đốm Mỹ)
    - Panthera onca arizonensis
    - Panthera onca centralis
    - Panthera onca goldmani
    - Panthera onca hernandesii
    - Panthera onca onca
    - Panthera onca palustris
    - Panthera onca paraguensis
    - Panthera onca peruviana
    - Panthera onca veracruscis
    - Panthera onca mesembrina - báo đốm Nam Mỹ thế Pleistocen †
    - Panthera onca augusta - báo đốm Bắc Mỹ thế Pleistocen †

  - Panthera palaeosinensis (dạng mèo thế Pleistocen; có lẽ là tổ tiên của hổ) †
  - Panthera pardoides (báo hoa mai nguyên thủy) †
  - Panthera pardus (báo hoa mai)
    - Panthera pardus adersi (báo hoa mai Zanzibar) – đồng nghĩa của P. p. pardus, không là phân loài?
    - Panthera pardus delacouri (báo hoa mai Đông Dương)
    - Panthera pardus fusca (báo hoa mai Ấn Độ)
    - Panthera pardus jarvesi (báo hoa mai sa mạc Judea) – không là đồng nghĩa?
    - Panthera pardus japonensis (báo hoa mai Hoa Bắc)
    - Panthera pardus jarvisi (báo hoa mai Sinai) – đồng nghĩa của P. p. nimr, không là phân loài?
    - Panthera pardus kotiya (báo hoa mai Sri Lanka)
    - Panthera pardus melas (báo hoa mai Java)
    - Panthera pardus nimr (báo hoa mai Arabia)
    - Panthera pardus orientalis (báo hoa mai Amur)
    - Panthera pardus panthera (báo hoa mai Barbary) – đồng nghĩa của P. p. pardus, không là phân loài?
    - Panthera pardus pardus (báo hoa mai châu Phi)
    - Panthera pardus saxicolor (báo hoa mai Ba Tư)
    - Panthera pardus sickenbergi (báo hoa mai châu Âu †
    - Panthera pardus tulliana (báo hoa mai Anatolia)

  - Panthera uncia hay Uncia uncia (Báo tuyết)[5]
    - Panthera uncia baikalensis-romanii
    - Panthera uncia uncia
    - Panthera uncia uncioides

  - Panthera schaubi (mèo tiền sử) †
  - Panthera schreuderi (hổ tiền sử) †
  - Panthera tigris (hổ)
    - Panthera tigris altaica (hổ Siberi)
    - Panthera tigris amoyensis (hổ Hoa Nam)
    - Panthera tigris balica (hổ Bali) †
    - Panthera tigris corbetti (hổ Đông Dương)
    - Panthera tigris jacksoni (hổ Mã Lai) – không là đơn vị phân loại hợp lệ?
    - Panthera tigris sondaica (hổ Java) †
    - Panthera tigris sumatrae (hổ Sumatra)
    - Panthera tigris tigris (hổ Bengal)
    - Panthera tigris trinilensis (hổ Trinil) † - không là đơn vị phân loại hợp lệ?
    - Panthera tigris virgata (hổ Caspi) †

  - Panthera toscana (sư tử Tuscany hay báo đốm Tuscany) † - có lẽ là đồng nghĩa của báo đốm châu Âu
  - Panthera youngi (mèo giống như sư tử Trung Hoa tiền sử) †